# Santa Cruz Tacahua
Santa Cruz Tacahua es una localidad del estado mexicano de Oaxaca. Es cabecera del municipio de Santa Cruz Tacahua.

## Límites municipales
Tiene límites administrativos con los siguientes municipios y/o accidentes geográficos, según su ubicación:
| Noroeste: Chalcatongo de Hidalgo | Norte: Chalcatongo de Hidalgo, San Pablo Tijaltepec | Nordeste: San Francisco Cahuacuá |
| Oeste: Santo Domingo Ixcatlán    |                                                     | Este: San Francisco Cahuacuá     |
| Suroeste: Santo Domingo Ixcatlán | Sur: Santiago Yosondúa                              | Sureste: Santa María Yolotepec   |